# Kokusai Ku-7
Kokusai Ku-7 Manazuru (真鶴 "Sếu gáy trắng"; mã đồng minh Buzzard) là một loại tàu lượn quân sự thử nghiệm cỡ lớn của Nhật Bản. Ngoài ra còn một mẫu máy bay vận tải trang bị động cơ phát triển từ Ku-7 mang tên Ki-105 Otori (鳳 "Phượng hoàng").

## Biến thể
- Ku-7: Tàu lượn.
- Ku-7-II: Định danh ban đầu của Ki-105.
- Ki-105 Otori: Máy bay chở nhiên liệu tầm xa, có lắp động cơ.

## Tính năng kỹ chiến thuật (Ku-7)
Dữ liệu lấy từ Encyklopedia Uzbrojenia; Japanese Aircraft of the Pacific War
Đặc điểm tổng quát
- Kíp lái: 2
- Sức chứa: 32 hành khách hoặc 8000kg hàng hóa hoặc một xe tăng hạng nhẹ 8 tấn
- Chiều dài: 19,92 m (65 ft 4¼ in)
- Sải cánh: 35 m (114 ft 10 in)
- Chiều cao:  ()
- Diện tích cánh: 100,37 m² (1080 ft²)
- Trọng lượng rỗng: 3.536 kg (7.800 lb)
- Trọng lượng có tải: 12.000 kg (26.455 lb)
- Trọng tải có ích: 7.664 kg (16.900 lb)
- Trọng lượng cất cánh tối đa: 11.000 kg (24.250 lb)

 Hiệu suất bay 
- Tốc độ không vượt quá: 355 km/h (192 kn, 220 mph)
- Vận tốc hành trình: 220 km/h (108 kn, 125 mph)